# Барило-Кріпинська
Барило-Кріпинська — слобода в Родіоново-Несвітайському районі Ростовської області, Росія. 
Адміністративний центр Барило-Кріпинського сільського поселення.
Розташована над лівою притокою Тузлової річкою Кріпка.
Населення - 1261 осіб (2010 рік).

## Географія

### Вулиці
|  | - вул. В. Черевичкина, - вул. Вигонна, - вул. Гагаріна, - вул. Гончарова, - вул. Горького, - вул. Далекосхідна, - вул. Димитрова, - вул. Зарічна, - вул. Червоноармійська, - вул. Леніна, - вул. Маяковського, | - вул. Мостова, - вул. Нова, - вул. Жовтнева, - вул. Підгірна, - вул. Пролетарська, - вул. Просвіти, - вул. Пушкінська, - вул. Садова, - вул. Степова, - пер. Річковий. |